# Retrorazzo
Un retrorazzo (abbreviazione di razzo retrogrado) è un motore a razzo usato per esercitare una spinta in direzione opposta al moto di un veicolo spaziale, causandone la decelerazione.

## Storia
Uno dei primi usi dei retrorazzi fu nel progetto Hajile iniziato dal Directorate of Miscellaneous Weapons Development dell'Ammiragliato Britannico. Originariamente una richiesta dell'esercito inglese come metodo per sganciare equipaggiamento pesante o veicoli da aeroplani che volavano ad alta velocità ed altitudini, il progetto fu un totale disastro e non venne ripreso dopo la Seconda guerra mondiale. Nonostante alcuni test riusciti, Hajile era troppo poco predicibile per essere usato in guerra e nel momento in cui la guerra mondiale si apprestava a terminare, e non c'era alcuna possibilità di impiegarlo, il progetto fu abbandonato.

## Uso nelle manovre de-orbitali
Quando un veicolo spaziale in orbita viene sufficientemente rallentato, la sua altitudine decresce a tal punto che le forze aerodinamiche rallentano rapidamente il moto del velivolo, e lo riportano verso la superficie. Senza questi razzi, i veicoli spaziali rimarebbero in orbita per anni prima che il loro moto rallenti naturalmente e rientrerebbero nell'atmosfera ad un tempo molto successivo; nel caso di voli con pilota, molto dopo l'esaurimento del supporto vitale per gli astronauti. Di conseguenza è estremamente importante che i veicoli spaziali siano dotati di retrorazzi estremamente affidabili.

## Uso nel Programma Mercury
A causa della alta affidabilità richiesta per i retrorazzi, il veicolo spaziale Mercury usava tre retrorazzi a combustibile solido da 4,5 kN ciascuno, assicurati allo scudo termico nella parte inferiore del velivolo e che esercitavano ciascuno una spinta per 10 secondi. Un solo retrorazzo era sufficiente per far tornare il veicolo in terra se gli altri due fallivano. Il Gemini usava un sistema simile al Mercury, semplicemente aumentato a quattro razzi da 11 kN, azionati ognuno per 5,5 secondi. Questi razzi facevano parte del Sistema di Controllo del Rientro montato davanti alla cabina pressurizzata.

## Uso nel Programma Apollo
Il Programma Apollo non richiedeva dei retrorazzi per i voli lunari, in quanto il volo dalla luna avrebbe riportato il veicolo direttamente sulla terra, senza entrare in orbita. Tuttavia, i voli nell'orbita terrestre per i test richiedevano dei retrorazzi, così il grande e versatile Service Propulsion Module del Modulo di Servizio (Service Module) venne usato per decelerare il veicolo spaziale. Lo Space Shuttle avrebbe poi impiegato un simile motore multiscopo per il rientro.

## Uso nel Programma Space Shuttle
Il sistema di manovra orbitale dello Space Shuttle prevede l'uso di una coppia di potenti razzi a propellente liquido per il rientro e per la manovra orbitale. Uno dei due razzi è sufficiente per effettuare un rientro, e se ambedue i sistemi fallissero, il Reaction Control System può rallentare il veicolo in modo tale da consentirgli il rientro.

## Uso per atterraggi
I retrorazzi sono anche usati per far atterrare dei veicoli spaziali su altri corpi celesti, come la Luna o Marte, e per permettere al veicolo spaziale di entrare in un'orbita, condizione necessaria per non essere sbalzato via nello spazio. Come sottolineato nella sezione sul Programma Apollo, il razzo principale di un velivolo può essere riorientato per fungere da retrorazzo.